# Fran Villalba
Francisco „Fran“ José Villalba Rodrigo (* 11. Mai 1998 in Valencia) ist ein spanischer Fußballspieler. Seit 2022 steht er bei Sporting Gijón unter Vertrag und ist aktuell an den FC Málaga verliehen.

## Karriere

### Verein
Villalba begann seine Karriere beim FC Valencia. Im Februar 2015 spielte er erstmals für die Drittligamannschaft. Mit der U-19-Mannschaft nahm er 2015/16 an der Youth League teil. Sein Profidebüt gab er im Dezember 2015 im Pokal gegen den FC Barakaldo. Sein Debüt in der Primera División gab er am 31. Dezember 2015 gegen den FC Villarreal, als er in der Schlussphase eingewechselt wurde. Bei Valencia besaß Villalba einen bis Juni 2018 gültigen Vertrag mit einer Ausstiegsklausel. Er wurde 2018 für eine Saison an Zweitligist CD Numancia verliehen und anschließend an Birmingham City in die EFL Championship verkauft. Von dort folgten nach kurzer Zeit weitere Leihen zu den spanischen Zweitligisten UD Almería und Sporting Gijón. Gijón verpflichtete ihn zur Saison 2022/23 fest, verlieh ihn aber zunächst für den Rest der Spielzeit an den Ligakonkurrenten FC Málaga.

### Nationalmannschaft
Von 2014 bis 2016 absolvierte Villaba 23 Partien für diverse spanische Jugendnationalmannschaften und erzielte dabei vier Tore. Mit dem U-17-Nationalteam nahm er 2015 an der Europameisterschaft teil, wo er mit seiner Mannschaft den 7. Platz erreichte. Villalba schoss dabei in drei Turnierspielen ein Tor.